# Guglielmo Guastaveglia
Guglielmo Guastaveglia, noto anche con lo pseudonimo di Guasta (Roma, 6 aprile 1889 – Roma, 1984), è stato un fumettista, giornalista e scrittore italiano.
Fu direttore del giornale satirico Il Travaso delle Idee dal 1921 al 1926 periodo nel quale la rivista arrivò a vendere oltre 300 000 copie; fu anche autore e disegnatore nel 1931 della prima storia a fumetti di Topolino realizzata in Italia.

## Biografia
(Guglielmo Guasta tratto da Furio Scarpelli, catalogo della XV Biennale Internazionale dell’Umorismo nell’Arte, 1989)

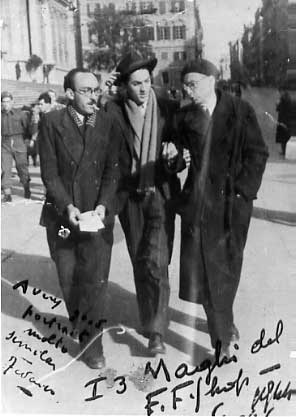
Bompiani, Fellini e Guasta.

Fin da giovane manifesta interesse per il disegno ed in particolare per le vignette satiriche.
Inizia a collaborare nel 1908 con la rivista satirica Il Travaso delle Idee, divenendone direttore nel 1921; nel 1925 la testata arrivò a vendere oltre 300 000 copie ma venne poi licenziato per le sue opinioni politiche antigovernative. Prese a disegnare quindi per altre riviste come Il Corriere dei Piccoli, La Trincea e Il Giornalino della Domenica.
Pubblicò nel 1924 "Il Libro della Mosca e dello Scoiattolo".
Con l'amico e poeta dialettale Trilussa fonda nel 1927 la "Baracca delle Favole", che opera fino al 1945.
Divenne giornalista professionista nel 1928 e iniziò una collaborazione con il quotidiano Il Popolo di Roma per il quale disegnò nel 1931 varie storie con il personaggio di Topolino, affiancandolo a Mio Mao, nome italiano di quello che sarà poi noto anche in Italia come Felix, la sua fidanzata Topolina e il personaggio di Kat Nipp ripreso dalle storie di Gottfredson. Queste furono le prime storie a fumetti con personaggi della Disney realizzate da un autore italiano.
Diventa un collaboratore della rivista Marc'Aurelio nel 1932. Nel 1937 pubblica "La Reginetta Creduta Pazza" e "Arca di Noè 1900". Nel 1944 fonda con Federico Fellini, Carlo Bompiani e altri il Funny Faces Shop. Tornò poi a collaborare con la rinata rivista Il Travaso nel 1946 dove rimase fino al 1962; nel 1951-1952 scrisse "Storia d'America" per la rivista, che fu illustrata da Vittorio Cossio. Sotto la sua direzione venne anche pubblicato il mensile satirico Travasissimo edito dal 1947 al 1956.
Sotto la sua direzione, tanto stimata da guadagnarsi il soprannome di “Direttorissimo”, operano prestigiose firme tra cui Fellini, Trilussa, Yambo (alias di Enrico de' Conti Novelli da Bertinoro) fondatore de il Travaso nel 1900, Lorenzo Stecchetti (pseudonimo di Olindo Guerrini), Luigi Lucatelli (noto come Oronzo E. Marginati), Achille Campanile, Jacovitti, Isidori, Attalo, De Simoni, Bompard, Gandolin, Scarpelli.
Ha continuato a lavorare nel campo della grafica per tutti gli anni sessanta e settanta.
Morì a Roma nel 1984.

## Opere
- Umoristi tedeschi, 1890-1960
- Le sorprese della buona fede - 1919
- Arca di Noè 1900 - 1937
- La reginotta creduta pazza - 1937
- Poesie di Manon Lado: con prefazione di Achille Campanile - 1936
- Queste bestie: Battute di Guglielmo Guasta Veglia (guasta). Disegni di Alberto Mastrojanni. Prefazione di Vittorio Metz. Testo italiano ed Inglese. 50 disegni - 1947
- Jus murmurandi in camicia nera - 1982
- Enciclopedia dell'Umorismo opera completa. (vol. 1-4 di Guglielmo Guasta) - 1964

## Riconoscimenti
- Il comune di Roma in zona Trigoria gli ha dedicato Via Guglielmo Guasta.[12]